# Scottish Challenge Cup 2010-2011
La Scottish Challenge Cup 2010-2011 (denominata ALBA Challenge Cup per motivi di sponsorizzazione) è stata la 20ª edizione della Scottish Challenge Cup. Al torneo hanno preso parte le 30 squadre partecipanti ai campionati organizzati dalla Scottish Football League. La manifestazione è stata vinta dal Ross County, per la seconda volta nella propria storia, grazie al successo ottenuto nella finale disputata contro il Queen of the South.

## Calendario
| Turno            | Date               | Partite | Eliminazioni |
| ---------------- | ------------------ | ------- | ------------ |
| Primo turno      | 24-25 luglio 2010  | 14      | 30 → 16      |
| Secondo turno    | 10 agosto 2010     | 8       | 16 → 8       |
| Quarti di finale | 4-5 settembre 2010 | 4       | 8 → 4        |
| Semifinali       | 9-10 ottobre 2010  | 2       | 4 → 2        |
| Finale           | 10 aprile 2011     | 1       | 2 → 1        |

## Risultati

### Primo turno

#### Nord & Est
- Forfar Athletic promosso al secondo turno dopo sorteggio[2].

| Squadra 1       | Risultato       | Squadra 2      |
| --------------- | --------------- | -------------- |
| Dundee          | 2 - 1           | Alloa Athletic |
| Dunfermline     | 1 - 0           | Arbroath       |
| East Fife       | 4 - 3 (dts)     | Brechin City   |
| Elgin City      | 1 - 2           | Ross County    |
| Peterhead       | 5 - 0           | Montrose       |
| Raith Rovers    | 0 - 1           | Cowdenbeath    |
| Stirling Albion | 0 - 0 (3-1 dcr) | Falkirk        |

#### Sud & Ovest
- Berwick Rangers promosso al secondo turno dopo sorteggio[2].

| Squadra 1          | Risultato       | Squadra 2          |
| ------------------ | --------------- | ------------------ |
| Airdrie Utd        | 1 - 2           | Ayr Utd            |
| Partick Thistle    | 2 - 1           | Clyde              |
| Queen of the South | 2 - 1           | Albion Rovers      |
| Queen's Park       | 3 - 2 (dts)     | Livingston         |
| Stenhousemuir      | 3 - 2           | Annan Athletic     |
| Stranraer          | 1 - 2 (dts)     | East Stirlingshire |
| Dumbarton          | 0 - 0 (3-4 dcr) | Greenock Morton    |

### Secondo turno
| Squadra 1       | Risultato       | Squadra 2          |
| --------------- | --------------- | ------------------ |
| Ayr Utd         | 2 - 0           | Cowdenbeath        |
| Dunfermline     | 1 - 1 (5-6 dcr) | Queen of the South |
| East Fife       | 3 - 1           | Stirling Albion    |
| Partick Thistle | 2 - 1           | Berwick Rangers    |
| Peterhead       | 6 - 1           | East Stirlingshire |
| Queen's Park    | 2 - 3 (dts)     | Forfar Athletic    |
| Ross County     | 3 - 1           | Greenock Morton    |
| Stenhousemuir   | 4 - 1           | Dundee             |

### Quarti di finale
| Squadra 1          | Risultato | Squadra 2     |
| ------------------ | --------- | ------------- |
| Forfar Athletic    | 0 - 2     | Ross County   |
| Partick Thistle    | 2 - 1     | Ayr Utd       |
| Queen of the South | 5 - 0     | East Fife     |
| Peterhead          | 3 - 1     | Stenhousemuir |

### Semifinali
| Squadra 1   | Risultato       | Squadra 2          |
| ----------- | --------------- | ------------------ |
| Peterhead   | 1 - 2           | Queen of the South |
| Ross County | 2 - 2 (4-3 dcr) | Partick Thistle    |

### Finale
| Squadra 1          | Risultato | Squadra 2   |
| ------------------ | --------- | ----------- |
| Queen of the South | 0 - 2     | Ross County |

| Arbitro: | Euan Norris |

|  |           |                         |
|  | Marcatori | 9’ Barrowman 39’ Vigurs |